# Prijenos podataka
Prijenos podataka (eng. data transmission ili digital data transmission) ili digitalna komunikacija je fizički prijenos podataka, digitalni tok bitova iz jedne točke u drugu (point-to-point) ili iz jedne točke u više njih (point-to-multipoint) komunikacijskim sredstvom tj. medijem. 

## Komunikacijski mediji
Komunikacijski mediji preko kojih se prenose podatci mogu biti bakrene žice, optička vlakna, bežični komunikacijski mediji (wireless) ili mediji za pohranjivanje podataka (CD-ROM) podaci se prenose u obliku elektromagnetskoga signala (radijski, mikrovalni ili infracrveni signal).

## Vrste prijenosa
Prijenos podataka može biti analogan ili digitalan. Analogni prijenos podrazumijeva niz međusobno različitih signala, dok se kod digitalnoga prijenosa govori o nizu od međusobno različitih poruka. Kod digitalnoga prijenosa, podatci mogu biti poslani s izvora podataka kao što je računalni miš ili tipkovnica, dok će analogni signal biti više u obliku telefonskoga ili videopoziva.

## Prijenos putem osnovnoga i propusnoga pojasa
Signal može biti prenesen preko osnovnoga (eng. baseband) ili propusnoga pojasa (passband). Osnovni pojas (digitalni signal preko digitalnog) niz je električnih ili svjetlosnih impulsa koji su proizvedeni linijskim kodiranjem. Tehnologije koja prenose podatke preko osnovna pojasa jesu Ethernet, optička vlakna i serijski kabeli. Propusni pojas (digitalni signal preko analognog) je modulirani sinusni val signala koji predstavlja digitalni tok bitova, a signal se stvara modulacijom i demodulacijom koju obavlja modem. Tehnologija koja prenosi podatke preko propusna pojasa je kabelska televizija, telefonska mreža i bežična komunikacijska oprema.

## Povijest primjene prijenosa podataka
Podatci su se slali ne-elektroničkim putevima (npr. optičkim, mehaničkim, akustičnim) već od prve pojave komunikacije, dok je analogni signal prvi put poslan pojavom telefona. Kao takvi, prvi uređaji za elektromagnetski prijenos podataka koji su se pojavili u modernim vremenima su telegraf (1809.) i teleprinter (1906.).
U sadašnjosti, prijenos podataka se najviše koristi kod:
- računala
- računalnih mreža
- telefonskih mreža
- digitalnih telekomunikacija

### Prijenos podataka: računala
Kod računala, prijenos podataka se najvećim dijelom odvija preko računalnih sabirnica i pretižito služi za komunikaciju računala s perifernim uređajima putem usporednih i serijskih priključaka (RS -233, Firewire, USB). Podatci se mogu prenositi i medijima za pohranjivanje podatka kako bi se eventualno uočile greške i ispravile (eng. Error detection and correction).

### Prijenos podataka: računalne mreže
Podatci se mogu prenositi preko računalnih mreža tj. uređaja kao što su modemi (1940.), lokalni mrežni adapteri (1964.), ponavljači, razdjelnici, mikrovalne veze, bežične pristupne točke (1997.) itd., koji služe za komunikaciju između dvaju ili više računala.

### Prijenos podataka: telefonske mreže
Podatci se prenose i telefonskim mrežama, tj. prenosi se velik broja telefonskih poziva preko iste bakrene ili optičke žice. Prijenos podataka odvija se pomoću PCM-a (pulse code modulation) u kombinaciji s TDM-om (time division multiplexing). Krajem devedesetih god. XX. st., načini pristupa širokopojasnoj mreži kao što su ADSL, kabelski modemi, FTTB, FTTH postali su sve više rašireni u malim uredima i domova što omogućava brži razvoj telekomunikacijskih usluga, te zamjenu dotadašnjih usluga s paketnim načinom komunikacije (IP tehnologija i IPTV).

### Prijenos podataka: digitalna telekomunikacija
Raširenost digitalne revolucije stvorila je mnoge digitalne telekomunikacijske primjene kod kojih se primjenjuju načela prijenosa podataka. Mobiteli druge generacije (2G), stanična telefonija, video konferencija, digitalna televizija, digitalni radio i telemetrija samo su neki od primjera takvih primjena.

## Serijski i paralelni prijenos podataka u telekomunikaciji
Serijski prijenos je sekvencijski prijenos sastavnih dijelova signala neke grupe koja predstavlja neki znak (ili zasebnu jedinicu) nekog podatka. Paralelni prijenos je istovremeni prijenos sastavnih dijelova signala neke skupine koja predstavlja neki znak (ili zasebnu jedinicu) nekoga podatka. Paralelni način je brži od serijskoga, ali se koristi na male udaljenosti, jer na veće udaljenosti dolazi do kvarenja poruke (što nije slučaj kod serijskog prijenosa).

## Vrste komunikacijskih kanala
- Simplex
- Half-duplex
- Full-duplex
- Point-to-point
- Multi-drop:

- Linijska mreža

- Prstenasta mreža

- Zvjezdasta mreža

- Mješovita mreža

- Bežična mreža

## Raznovremeni i istovremeni prijenos podataka
Raznovremeni (asinkroni) prijenos podataka koristi početni (start) i završni (stop) bit kako bi označio da neki ASCII znak stiže i kada je završio (npr. 1 0100 0001 0 - gdje je "1" početni bit, a "0" završni bit). Istovremeni (sinkroni) prijenos podataka ne koristi se početnim i završnim bitovima, već sinkronizira brzinu prijenosa na početku i kraju prijenosa putem satnih signala koji su ugrađeni u svaku sastavnicu. Iako je istovremeni prijenos brži, može doći do gubitka bitova ako satovi prestanu biti sinkronizirani.

## Poveznice
- Računalne mreže
- Ethernet
- Računalo

## Vanjske poveznice
Transmission  Arhivirana inačica izvorne stranice od 3. travnja 2013. (Wayback Machine)